# Aldo Silvani
Aldo Silvani (21 de enero de 1891 – 12 de noviembre de 1964) fue un intérprete teatral, cinematográfico y televisivo, además de actor de voz, de nacionalidad italiana.

## Biografía
Nacido en Turín, Italia, debutó en el escenario en 1914 con la compañía del Grand Guignol, dedicándose después al teatro de arte y, seguidamente, a la comedia.
En 1935 ingresó en el Ente Italiano per le Audizioni Radiofoniche (del cual dirigió más adelante la sección dramática), figurando entre los primeros directores de la radio italiana. En la segunda mitad de la década de 1930 llevó a escena numerosas comedias (entre ellas Congedo, de Renato Simoni; L'inventore del cavallo, de Achille Campanile; L'uomo che ha avuto successo, di Pier Maria Rosso di San Secondo; La giara, de Luigi Pirandello; L'elogio del furto, de Dante Signorini) y dramas radiofónicos (como Sinfonia di ognuno, de Ferruccio Cerio, y Più presso a te, mio Dio!, de Alessandro De Stefani). Su actividad sobre los escenarios se prolongaría en décadas sucesivas, con piezas como Veglia d'armi (1956), de Diego Fabbri.
Para la gran pantalla interpretó papeles menores, aunque de una gran intensidad dramática, como fue el caso del film Anni difficili (1947, de Luigi Zampa), o de dos cintas de Federico Fellini, La strada (1954) y Las noches de Cabiria (1957).
Para la radio protagonizó numerosos montajes: La tempestad, de William Shakespeare (1952); John Gabriel Borkman, de Henrik Ibsen (1956); Ballata per Tim, pescatore di trote, de Carlo Castelli (premio Radiotelevisione Italiana al Prix Italia del 1956); Samson Agonistes, de John Milton (dirección de Vittorio Sermonti, 1959); El conde de Montecristo, con dirección de Umberto Benedetto (1962), y I vecchi e i giovani, de Pirandello, dirigido por Andrea Camilleri (1964).
También tuvo una intensa actividad televisiva, dando a conocer a un gran público su capacidad dramática actuando en producciones como L'alfiere (1956) y Il romanzo di un giovane povero (1957, con una adaptación cinematográfica al año siguiente).
Le dio una gran popularidad su papel de ingeniero Pietro Ribera en Piccolo mondo antico (1957). En la década de 1960 se multiplicaron sus participaciones en grandes producciones: interpretó a significativos personajes como Muller en Il caso Maurizius (1961), Felice Grandet en Papà Grandet (1963), Pliuskin en Almas muertas (1963), Ezechiele Annobon en Il mulino del Po (1963) y monseñor Benvenuto en I miserabili (1964).
Aldo Silvani falleció en 1964 en Milán, Italia.

## Selección de su filmografía

### Actor
| - Il cardinale Lambertini, de Parsifal Bassi (1934) - Nozze vagabonde, de Guido Brignone (1936) - L'antenato, de Guido Brignone (1936) - I tre desideri, de Giorgio Ferroni y Kurt Gerron (1937) - Bionda sottochiave, de Camillo Mastrocinque (1939) - Il diario di una stella, de Mattia Pinoli, Domenico Valinotti (1940) - La cena delle beffe, de Alessandro Blasetti (1941) - Don Buonaparte, de Flavio Calzavara (1941) - Ragazza che dorme, de Andrea Forzano (1941) - I promessi sposi, de Mario Camerini (1941) - Brivido, de Giacomo Gentilomo (1941) - Il re si diverte, de Mario Bonnard (1941) - Il re d'Inghilterra non paga, de Giovacchino Forzano (1941) - Confessione, de Flavio Calzavara (1941) - Carmela, de Flavio Calzavara (1942) - Quattro passi fra le nuvole, de Alessandro Blasetti (1942) - Le due orfanelle, de Carmine Gallone (1942) - Maria Malibran, de Guido Brignone (1942) - La danza del fuoco, de Giorgio Simonelli (1942) - Il figlio del corsaro rosso, de Marco Elter (1943) - Gli ultimi filibustieri, de Marco Elter (1943) - Gente dell'aria, de Esodo Pratelli (1943) - Dente per dente, de Marco Elter (1943) - Harlem, de Carmine Gallone (1943) - La vispa Teresa, de Mario Mattoli (1943) - Ho tanta voglia di cantare, de Mario Mattoli (1943) - Calafuria, de Flavio Calzavara (1943) - Zazà, de Renato Castellani (1944) - La carne e l'anima, de Wladimir Dimitri Strichewsky (1945) | - Il ratto delle Sabine, de Mario Bonnard (1945) - L'abito nero da sposa, de Luigi Zampa (1945) - La vita ricomincia, de Mario Mattoli (1945) - La sua strada, de Mario Costa (1946) - Umanità, de Jack Salvatori (1946) - Anni difficili, de Luigi Zampa (1947) - Al diavolo la celebrità, de Mario Monicelli y Steno (1949) - Signorinella, de Mario Mattoli (1949) - Follie per l'opera, de Mario Costa (1949) - Il ladro di Venezia, de John Brahm (1950) - Il vedovo allegro, de Mario Mattoli (1950) - Domani è un altro giorno, de Léonide Moguy (1951) - Canzone di primavera, de Mario Costa (1951) - Il folle di Marechiaro, de Roberto Roberti (1952) - Imbarco a mezzanotte, de Joseph Losey (1953) - Noi peccatori, de Guido Brignone (1953) - Rigoletto e la sua tragedia, de Flavio Calzavara (1954) - Casa Ricordi, de Carmine Gallone (1954) - La strada, de Federico Fellini (1954) - L'affaire Maurizius (1954, sin acreditar) - Las noches de Cabiria, de Federico Fellini (1957) - C'è un sentiero nel cielo, de Marino Girolami (1957) - L'ultima violenza, de Raffaello Matarazzo (1957) - Il romanzo di un giovane povero, de Marino Girolami (1958) - Fortunella, de Eduardo De Filippo (1958) - Il mondo dei miracoli, de Luigi Capuano (1959) - Jovanka e le altre, de Martin Ritt (1960) - I patriarchi, de Marcello Baldi (1963) |

## Doblaje

### Cine
- Ray Collins en The bachelor and the bobby-soxer (Dr. Matt Beemish, 1947)
- Maurice Moscovitch en El gran dictador (Mr. Jaeckel, ed. 1949)[1]

### Animación
- El Dodo en Alicia en el país de las maravillas
- Espejo Mágico en Snow White and the Seven Dwarfs (1938)

## Radio
- Il castello del sogno, de  E. A. Brutti, con Aldo Silvani, Wanda Bernini y Ernesto Ferrero. 1 de marzo de 1933.
- Musica di foglie morte, de Pier Maria Rosso di San Secondo, dirección de Aldo Silvani, 12 de noviembre de 1939.

## Televisión
- Quella, con Marina Pagano, Franco Volpi y Aldo Silvani. Dirección de Cesare Giulio Viola, 6 de diciembre de 1957.
- Il cuore e il mondo, de Lorenzo Ruggi, con Aldo Silvani, Evi Maltagliati y Lola Braccini. Dirección de Mario Landi, 18 de noviembre de 1959.
- Il capanno degli attrezzi, dirección de Sandro Bolchi (1963)